# یواس‌اس گالف‌پورت (ای‌کی-۵)
یواس‌اس گالف‌پورت (ای‌کی-۵) (به انگلیسی: USS Gulfport (AK-5)) یک کشتی بود که طول آن ۲۶۷ فوت ۴ اینچ (۸۱٫۴۸ متر) بود. این کشتی در سال ۱۹۰۲ ساخته شد.